# 법수중학교
법수중학교(法守中學校)는 경상남도 함안군 법수면 우거리에 있었던 공립 중학교이다.

## 학교 연혁
- 1970년 6월 1일 : 법수중학교 설립인가(15학급)
- 1971년 3월 6일 : 법수중학교 개교
- 2017년 3월 1일 : 제24대 이상오 교장 취임
- 2018년 2월 15일 : 제46회 졸업장 수여(6명, 총 졸업생수 5,365명)
- 2019년 3월 4일 : 입학식(2명)
- 2020년 3월 1일 : 학생수 감소로 49년만에 폐교[1]

## 참고 자료
- 법수중학교 - 한국교육학술정보원 학교알리미